# Embrace (album Fragmy)
Embrace – drugi album studyjny niemieckiego zespołu Fragma, wydany w 2002 nakładem Positiva Records.

## Lista utworów
2002
- Time And Time Again (3:37)
- Embrace Me (4:13)
- Say That You're Here (3:26)
- How Do You Feel (3:35)
- Take This World For Real (4:21)
- Just Like A Teardrop (4:04)
- Who Needs a Reason (3:27)
- Only You (4:19)
- Why (5:59)
- Maybe It's You (4:04)
- Free Your Mind (5:08)
- Risk My Soul (6:54)
- Time And Time Again (Megara vs. DJ Lee Remix) (4:06)
- Embrace Me (Wippenberg Remix) (4:10)
- Say That You're Here (Riva Remix) (4:21)
- How Do You Feel (Cyber Trance Remix) (5:17)

2003
- Embrace Me (Wippenberg Remix) (4:08)
- Time And Time Again (Megara vs. DJ Lee Remix) (4:03)
- Man In The Moon (2:31)
- How Do You Feel (Cyber Trance Remix) (4:39)
- Take This World For Real (3:51)
- Just Like A Teardrop (4:06)
- Who Needs A Reason (3:27)
- Only You (3:46)
- Why (4:43)
- Maybe It's You (3:23)
- Free Your Mind (4:09)
- Say That You're Here (Riva Mix) (4:14)
- Video1 Embrace Me - Video
- Video2 Time And Time Again - Video

2004
(CD1)
- Time And Time Again (3:37)
- Embrace Me (4:13)
- Say That You're Here (3:26)
- How Do You Feel (3:35)
- Take This World For Real (4:21)
- Just Like A Teardrop (4:04)
- Who Needs A Reason (3:27)
- Only You (4:19)
- Why (5:59)
- Maybe It's You (4:04)
- Free Your Mind (5:08)
- Risk My Soul (6:54)

(CD2)
- Man In The Moon (2003 Club Mix) (7:48)
- Man In The Moon (Duderstadt Remix) (6:08)
- Man In The Moon (DJ Kadozer Remix) (6:16)
- Embrace Me (Duderstadt Remix) (6:25)
- Embrace Me (Wippenberg Remix) (6:57)
- Say That You're Here (Extended Version) (5:55)
- Say That You're Here (Duderstadt Remix) (6:04)
- Say That You're Here (Riva Remix) (7:10)
- Time And Time Again (Extended Mix) (6:33)
- Time And Time Again (Megara vs. DJ Lee Remix) (7:55)
- Time And Time Again (Duderstadt Remix) (7:07)